# André-Joseph Minguet
André-Joseph Minguet (Antwerpen, 12 maart 1818 - aldaar, 25 december 1860) was een Belgisch kunstschilder.  Hij was gespecialiseerd in schilderijen van kerkinterieurs.
Hij was een leerling van Gustaf Wappers aan de Antwerpse Kunstacademie. Hij specialiseerde zich in het schilderen van kerkinterieurs, zowel eigentijdse interieurs al interieurs met een historisch karakter zoals bv. "P.P. Rubens en zijn vrouw in de Sint-Jakobskerk te Antwerpen" (1848) of "Architect Appelmans die de plannen voor de Antwerpse kathedraal uitwerkt".  De figuurtjes werden vaak ingeschilderd door Ferdinand Pauwels. Vaak schilderde hij het interieur van de Sint-Pauluskerk in Antwerpen en dat van de Sint-Gummarus in Lier. Maar ook o.a. kerken in Brugge (O.L.Vrouw), in Hoogstraten (St-Katharina) en in Chartres.

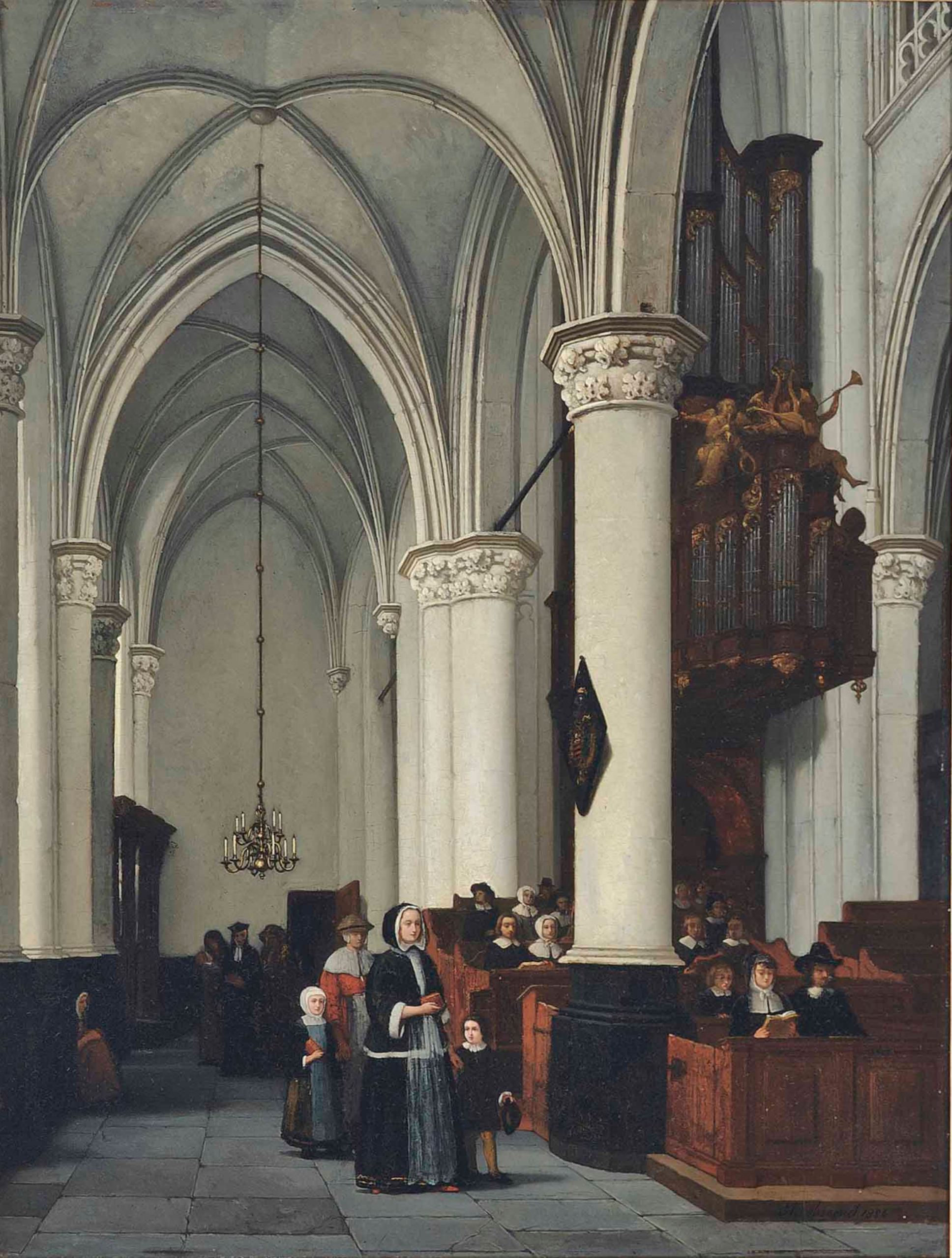
Kerkinterieur, vermoedelijk de Sint-Pauluskerk, Antwerpen

Zijn stijl was romantisch, zijn schildertechniek hoogstaand. Het kerkinterieur was een genre dat in België slechts door weinig andere kunstenaars beoefend werd : Jules-Victor Genisson, Jan Geeraerts, Joseph-Chrétien Nicolié, Bernard Neyt en Joseph Maswiens. 
Minguet woonde in de Haarstraat 2940 in Antwerpen.

## Tentoonstellingen
- Salon 1849, Antwerpen : "Zijdelingse kooringang in de Sint-Jakobskerk in Antwerpen", "Hoofdingang van het koor van de Sint-Jakobskerk in Antwerpen"
- Salon 1861, Antwerpen : "Het huwelijk van Roger van Leefdaal, Heer van Woelwijck, in de collegiale kerk te Herentals in 1575", "Het uitgaan van de mis in Herentals in de 16de eeuw", "Het Angelus bij de religieuzen in het Dominikanenklooster"

## Musea
- Antwerpen, Kon. Museum voor Schone Kunsten "De Brugse hoofdkerk" en "De sacristie"[1][2]
- Antwerpen, Museum Plantin-Moretus. Prentenkabinet : De graveur Michel Verswijfel op de rug gezien, werkend aan een gravure.